# Robert Pantling
Robert Pantling (1856- 1910) fue un botánico inglés.
Trabajó en la India en la Superintendencia de la Plantación Cinhona, en Sikkim, Bengala. Fue un estudioso de las orquídeas hindúes, e ilustrador de su propia obra Orchids of the Sikkim -Himalaya, de 1.200 pp y 557 spp.
Además de ser colector de la flora de Bengala, cultivaba orquídeas.

## Honores

### Eponimia
Género
- Pantlingia Prain 1896[1]

- La abreviatura «Pantl.» se emplea para indicar a Robert Pantling como autoridad en la descripción y clasificación científica de los vegetales.[2]